# Ткач, Юлия Анатольевна
Ю́лия Анато́льевна Ткач (в девичестве — Остапчук, укр. Ю́лія Анато́ліївна Ткач-Остапчу́к; род. 26 сентября 1989 года), — украинская спортсменка, борец вольного стиля, чемпионка мира 2014 года и трёхкратная чемпионка Европы, чемпионка европейских игр 2019 года, призёр Европейских игр.

## Биография
Родилась в 1989 году в Ковеле. 
Тренировалась у А. И. Пистуна В 2008 году приняла участие в Олимпийских играх в Пекине, но там заняла лишь 11-е место. В 2010 году стала бронзовой призёркой чемпионата Европы. В 2011 выиграла чемпионат Европы, а на чемпионате мира стала 7-й. В 2012 году вновь выиграла чемпионат Европы, но на Олимпийских играх в Лондоне заняла лишь 7-е место. В 2014 году стала бронзовой призёркой чемпионата Европы, но зато выиграла чемпионат мира.
В феврале 2020 года на чемпионате континента в итальянской столице, в весовой категории до 62 кг Юлия в схватке за чемпионский титул победила спортсменку из России Инну Тражукову и завоевала золотую медаль европейского первенства.

## Государственные награды
- Орден «За заслуги» III степени (4. 03.2016)[2]
- Орден княгини Ольги III ст. (15 июля 2019 года) — за достижение высоких спортивных результатов на II Европейских играх в г. Минске (Республика Беларусь), проявленные самоотверженность и волю к победе[3].